# Invaliditeit
Invaliditeit, in België, is een vorm van arbeidsongeschiktheid die begint na een jaar van primaire arbeidsongeschiktheid. De invaliditeit begint nadat deze is vastgesteld op basis van een verslag van de adviserend arts van de mutualiteit door de Geneeskundige raad voor invaliditeit van het RIZIV. Het einde kan vastgesteld worden door de adviserend arts, arts-inspecteur of de Geneeskundige raad voor invaliditeit.
Afhankelijk van de gezinssituatie en het loon dat de arbeidsongeschikte werknemer verdiende voor hij invalide werd, zal de invalide maximum 65% van zijn loon (indien gezinslast) en minimum 45% en 40% (alleenstaande vs. samenwonende) uitgekeerd krijgen. In 2024 gaf de Belgische federale overheid ongeveer 11 miljard euro uit aan invaliditeitsuitkeringen, 18 procent van alle uitgaven van het RIZIV, aan meer dan een half miljoen langdurig zieken.

## Arbeid
Wie het werk hervat voor minder dan drie maanden, of het moederschap begint, behoudt de invaliditeit. Tijdens de invaliditeit is werken niet toegestaan, tenzij de adviserend arts akkoord gaat met een gedeeltelijke werkhervatting (ook progressieve tewerkstelling of medisch deeltijds genoemd).